# People!
People! é uma banda de rock de um hit que foi formada em San Jose, Califórnia, em 1965. Seu maior sucesso nas paradas veio com o single "I Love You". A música, escrita pelo baixista do The Zombies, Chris White, chegou ao No. 1 no Japão (duas vezes), Israel, Austrália, Itália, África do Sul e Filipinas, e chegou ao No. 14 na Billboard Hot 100 em junho de 1968. Em vários momentos, os membros da banda incluíram Robb Levin, Geoff Levin, Albert Ribisi, John Riolo, David Anderson, Larry Norman, Gene Mason, Denny Fridkin, Tom Tucker, Bruce Thomas Eason (como Scott Eason), John Tristão, Steve Boatwright, e Rob Thomas. Em 19 de outubro de 2007, People! foi introduzido no San Jose Rocks Hall of Fame.
Após People! terminar, Larry Norman se tornou um dos pioneiros do rock cristão.
People! gravou um álbum, financiado por meio de uma campanha do Indiegogo em maio de 2018. Entre os membros atuais estão Gene Mason, Denny Fridkin, Robb Levin, Geoff Levin e John Tristao.

## Conexão com a Cientologia
Depois que todos os membros da banda, exceto os cantores Norman e Mason, abraçaram a Cientologia, Norman afirmou que outros membros da banda lançaram o ultimato: Aceite a Cientologia ou deixe a banda. Norman e Mason recusaram. Alguns membros da banda indicam que Norman foi convidado a deixar a banda porque ele era visto como uma "Pessoa Supressiva". Norman afirmou que foi assediado por outros membros da Cientologia. No programa de TV de Jerry Bovino, Eye on Aspen, os irmãos Robbie e Geoff Levin esclareceram que expulsaram Larry Norman do grupo com base em sua interpretação da política de Cientologia, categorizando Larry como uma personalidade anti-social. Levin afirmou que expulsar membros matou seu grupo.

## Discografia

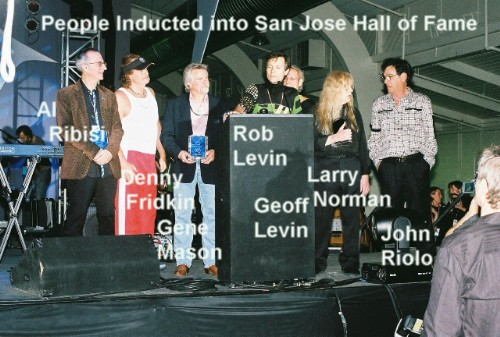
Pessoas! na instalação em San Jose Rocks! Hall da Fama em 2007

Título (Lado A / Lado B) (Número da etiqueta) Ano
- "Organ Grinder" / "Riding High" (Capitol 5920) - 1967[12]
- "I Love You"/"Somebody Tell Me My Name" (Capitol 2078) - 1968 EUA
- "Sidra de Maçã" / Ashes of Me (Capitol 2251) - 1968 EUA
- "Ulla"/Turnin 'Me In (Capitólio 2449) - 1969
- Love Will Take Us Higher & Higher/Living It Up (Paramount 0005) - 1969
- Sunshine Lady / Crosstown Bus (Paramount 0011) - 1969
- For What It's Worth/Maple Street (Paramount 0019) - 1970
- One Chain Don't Make No Prison/Keep It Alive (Paramount 0028) - 1970
- Chant For Peace/I Don't Carry No Guns (Polydor 14087) - 1971
- I Love You (reedição) / Nobody but Me ( The Human Beinz) (Capitol P4482 e X-6224)

### Álbuns
- I Love You (1968) (Capitol ST-2924), relançamento do CD (1994) (Capitol CDP-29797)
- Both Sides of People (1969) (Capitólio ST-151)
- There Are People and There Are People (1970) (Paramount PAS-5013)
- Larry Norman and People! - The Israel Tapes 1974 A.D (1980)
- Best of People Vol. 1 - 40 Year Anniversary (2006) (Solid Rock CD-SRP-001)
- Best of People Vol. 2 - 40 Year Anniversary (2006) (Solid Rock CD-SRP-002)
- People! The Reunion Concert 2006 (2007) (Solid Rock)
- I Love You Korea (2007) (Solid Rock ILY-001)

## Entrevistas em vídeo
- "The Jerry Bovino Show - irmãos do rock and roll com Robbie Levin, Geoff Levin e o apresentador Jerry Bovino" - 2017[13]